# Bahnstromumformerwerk Basel Badischer Bahnhof

Das Umformerwerk im Jahr 1964

Das Bahnstromumformerwerk Basel Badischer Bahnhof war ein Bahnstromumformerwerk beim Badischen Bahnhof in Basel in der Schweiz, welches der Bahnstromversorgung der Wehra- und Wiesentalbahn diente. In der Anlage stand der erste kommerziell eingesetzte Bahnstromumrichter der Welt. Die Anlage wurde nach Inbetriebnahme des Unterwerks Haltingen stillgelegt.

## Geschichte
Die Anlage ging 1913 mit einem Umformer in Betrieb. Eine Pufferbatterie deckte die Spitzenlast ab und ein Turbogenerator diente als Reserve bei Ausfall des 50-Hz-Landesnetzes. Im Jahr 1936 wurde zusätzlich ein Umrichter in Betrieb genommen, der im bestehenden Gebäude aufgestellt wurde. Im Zuge dieser Baumaßnahme wurden der Turbogenerator und die Pufferbatterie außer Betrieb genommen, abgebaut und verschrottet. Weiter wurde die Frequenz des Bahnstromes von 15 Hz auf 16 2⁄3 Hz erhöht. Nach Inbetriebnahme des Umrichters wurde der bestehende Umformer, dessen Drehzahl durch einen Umbau von 300 min−1 auf 500 min−1 gesteigert wurde, zum Reservegerät deklariert. Der Umrichter arbeitete wirtschaftlicher als der Umformer und arbeitete auch ziemlich zuverlässig, sodass der Umformer nur noch selten genutzt wurde.
1950 begann die Elektrifizierung der Vorortstrecken Basels. Nach Abschluss dieser Arbeiten 1952 war das Bahnstromumformerwerk Basel Badischer Bahnhof vollständig ausgelastet. 1953 wurde mit der Elektrifizierung der Rheintalstrecke Mannheim–Basel begonnen und nach Inbetriebnahme des Unterwerks Haltingen, das über das Bahnstromnetz mit 110 kV versorgt wurde, erfolgte die Stilllegung des Bahnstromumformerwerks Basel Badischer Bahnhof. Seitdem erfolgt die Stromversorgung der Wehra- und Wiesentalbahn über Haltingen. Alle Anlagen des Umformerwerks Basel Badischer Bahnhof wurden verschrottet. Das Gebäude wurde Ende der 1970er Jahre abgerissen, um Platz für den Bau des Autobahngrenzübergangs Kleinhüningen-Weil am Rhein zu schaffen.

## Technik

### Umformerwerk von 1913
Die Anlage diente dazu, den vom Rheinkraftwerk Wyhlen erzeugten Dreiphasenwechselstrom, der mit einer Spannung von 6,8 kV in das Unterwerk geleitet wurde, in den für den Bahnbetrieb nötigen Einphasenwechselstrom mit einer Spannung von 15 kV und einer Frequenz von 15 Hz umzuwandeln. Hierzu war die Anlage mit einem Umformersatz mit einer Leistung von knapp über 1 MW (1400 PS) ausgestattet. Die Pufferbatterie zur Deckung von Spitzenlast hatte eine Kapazität von 2,2 kAh bei einstündiger Entladung und 5 kAh bei kurzzeitiger Entladung. Die Pufferung wurde über Piranimaschinen geregelt. Diese von Marcello Pirani entwickelten Maschinen waren in Serie mit der Batterie geschaltet und regelten die Ladung und Entladung der Batterie. In der Anfangszeit erfolgte die Zuschaltung durch das Bedienpersonal, später übernahm ein mit Öldruck arbeitender Thoma-Schnellregler diese Aufgabe. Der Turbogenerator mit 1,25 MW Leistung diente als Reserve bei Stromausfällen im Landesnetz.

### Umrichter von 1936
Der 1936 in Betrieb genommene Umrichter hatte eine Leistung von 5,4 MVA und verwendete Quecksilberdampfgleichrichter als Ventile. Die Energie wurde über eine 45 kV-Drehstromleitung aus dem Kraftwerk Rheinfelden bezogen. Die Leitung bestand aus einer Freileitung mit 95 mm² Querschnitt pro Leiter und einem Erdkabel mit 150 mm² Querschnitt pro Leiter. Von Grenzach wurde eine zweite 45 kV-Leitung für die Notversorgung errichtet. Die Schaltanlage für die Zuleitungen wurden auf dem Dach der bestehenden Schaltanlage aufgebaut.